# Balíkovna
Balíkovna a.s. je dceřiná společnost České pošty, která vznikla dne 1. ledna 2025.

## Historie
Balíkovna vznikla jako služba České pošty v roce 2020. Nejprve se Balíkovna nacházela pouze na pobočkách České pošty.[zdroj?] V roce 2021 byly mezi výdejní místa Balíkovny zahrnuty i prodejny s terminálem Sazky.